# Ananias Gebhardt
Ananias Gebhardt (Windhoek, 8 settembre 1988) è un calciatore namibiano, difensore del Baroka e della nazionale namibiana.

## Carriera

### Club
Ha giocato nei campionati sudafricano e namibiano.

### Nazionale
Nel 2019 viene convocato con la nazionale namibiana per la Coppa d'Africa.

#### Palmarès
Vincitore della Coppa di Sudafrica 2018/19 con il Baroka

## Statistiche

### Cronologia presenze e reti in nazionale
| Cronologia completa delle presenze e delle reti in nazionale ― Namibia | Cronologia completa delle presenze e delle reti in nazionale ― Namibia | Cronologia completa delle presenze e delle reti in nazionale ― Namibia | Cronologia completa delle presenze e delle reti in nazionale ― Namibia | Cronologia completa delle presenze e delle reti in nazionale ― Namibia | Cronologia completa delle presenze e delle reti in nazionale ― Namibia | Cronologia completa delle presenze e delle reti in nazionale ― Namibia | Cronologia completa delle presenze e delle reti in nazionale ― Namibia |
| Data                                                                   | Città                                                                  | In casa                                                                | Risultato                                                              | Ospiti                                                                 | Competizione                                                           | Reti                                                                   | Note                                                                   |
| ---------------------------------------------------------------------- | ---------------------------------------------------------------------- | ---------------------------------------------------------------------- | ---------------------------------------------------------------------- | ---------------------------------------------------------------------- | ---------------------------------------------------------------------- | ---------------------------------------------------------------------- | ---------------------------------------------------------------------- |
| 08-10-2020                                                             | Phokeng                                                                | Sudafrica                                                              | 1 – 1                                                                  | Namibia                                                                | Amichevole                                                             | -                                                                      |                                                                        |
| 13-11-2020                                                             | Bamako                                                                 | Mali                                                                   | 1 – 0                                                                  | Namibia                                                                | Qual. Coppa d'Africa 2021                                              | -                                                                      |                                                                        |
| 17-11-2020                                                             | Windhoek                                                               | Namibia                                                                | 1 – 2                                                                  | Mali                                                                   | Qual. Coppa d'Africa 2021                                              | -                                                                      | 46’                                                                    |
| 07-07-2021                                                             | Port Elizabeth                                                         | Senegal                                                                | 1 – 2                                                                  | Namibia                                                                | COSAFA Cup 2021 - 1º turno                                             | -                                                                      |                                                                        |
| 11-07-2021                                                             | Port Elizabeth                                                         | Namibia                                                                | 2 – 0                                                                  | Zimbabwe                                                               | COSAFA Cup 2021 - 1º turno                                             | -                                                                      |                                                                        |
| 13-07-2021                                                             | Port Elizabeth                                                         | Malawi                                                                 | 1 – 1                                                                  | Namibia                                                                | COSAFA Cup 2021 - 1º turno                                             | -                                                                      |                                                                        |
| 14-07-2021                                                             | Port Elizabeth                                                         | Mozambico                                                              | 1 – 0                                                                  | Namibia                                                                | COSAFA Cup 2021 - 1º turno                                             | -                                                                      | 15’                                                                    |
| 02-09-2021                                                             | Johannesburg                                                           | Namibia                                                                | 1 – 1                                                                  | Rep. del Congo                                                         | Qual. Mondiali 2022                                                    | -                                                                      |                                                                        |
| 05-09-2021                                                             | Lomé                                                                   | Togo                                                                   | 0 – 1                                                                  | Namibia                                                                | Qual. Mondiali 2022                                                    | -                                                                      |                                                                        |
| 09-10-2021                                                             | Thiès                                                                  | Senegal                                                                | 4 – 1                                                                  | Namibia                                                                | Qual. Mondiali 2022                                                    | -                                                                      |                                                                        |
| 12-10-2021                                                             | Johannesburg                                                           | Namibia                                                                | 1 – 3                                                                  | Senegal                                                                | Qual. Mondiali 2022                                                    | -                                                                      | 44’                                                                    |
| 4-6-2022                                                               | Johannesburg                                                           | Namibia                                                                | 1 – 1                                                                  | Burundi                                                                | Qual. Coppa d'Africa 2023                                              | -                                                                      |                                                                        |
| 24-3-2023                                                              | Yaoundé                                                                | Camerun                                                                | 1 – 1                                                                  | Namibia                                                                | Qual. Coppa d'Africa 2023                                              | -                                                                      | 44’                                                                    |
| 28-3-2023                                                              | Johannesburg                                                           | Namibia                                                                | 2 – 1                                                                  | Camerun                                                                | Qual. Coppa d'Africa 2023                                              | -                                                                      |                                                                        |
| 20-6-2023                                                              | Dar es Salaam                                                          | Burundi                                                                | 3 – 2                                                                  | Namibia                                                                | Qual. Coppa d'Africa 2023                                              | -                                                                      |                                                                        |
| 27-1-2024                                                              | Bouaké                                                                 | Angola                                                                 | 3 – 0                                                                  | Namibia                                                                | Coppa d'Africa 2023 - Ottavi di finale                                 | -                                                                      | 60’                                                                    |
| Totale                                                                 |                                                                        | Presenze                                                               | 16                                                                     |                                                                        | Reti                                                                   | 0                                                                      |                                                                        |